# Мерано Оупън
Мерано Оупън (на италиански: Merano Open) е професионален турнир по тенис, провеждан в Мерано, Италия.

## История
Мерано Оупън е професионален турнир по тенис за мъже, част е от Световни серии на ATP тур през 1999 г. Играе се на открити клей кортове.

## Финали
| Година | Шампион          | Финалист    | Резултат            |
| ------ | ---------------- | ----------- | ------------------- |
| 1999   | Фернандо Висенте | Хишам Арази | 6 – 2, 3 – 6, 7 – 6 |